# Sphecodes cristatus
Sphecodes cristatus is een vliesvleugelig insect uit de familie Halictidae. De wetenschappelijke naam van de soort is voor het eerst geldig gepubliceerd in 1882 door Hagens.